# ジェームズ・プリンセプ

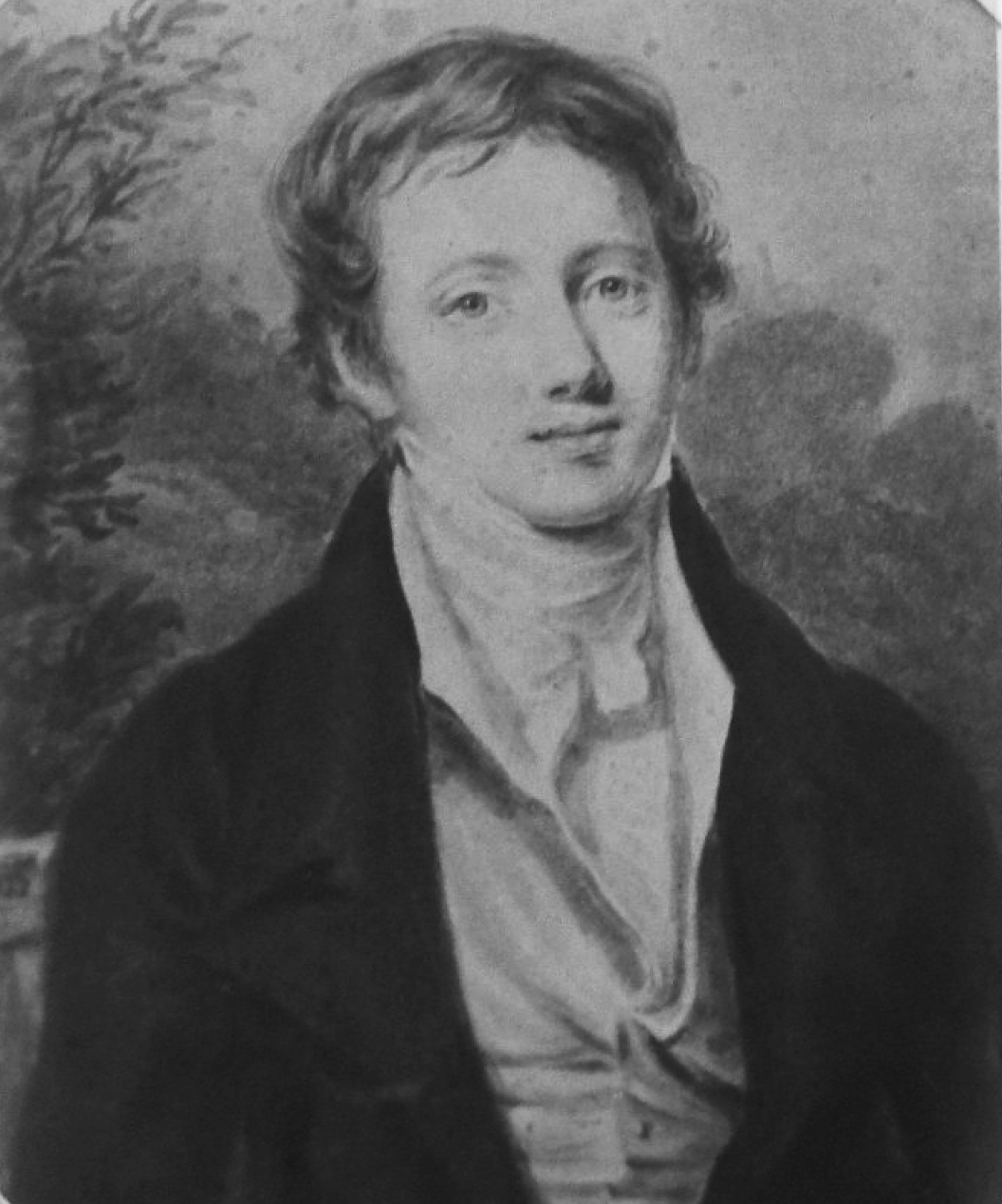
ジェームズ・プリンセプ

ジェームズ・プリンセプ（James Prinsep、1799年8月20日 – 1840年4月22日）は、イギリスの東洋学者。インドで貨幣検査官としての仕事をするかたわら、ベンガル・アジア協会報の創刊号からの編集者として活躍した。とくに古代インドのカローシュティー文字とブラーフミー文字の解読によって知られる。

## 生涯
ジェームズ・プリンセプはジョン・プリンセプの七男としてロンドンで生まれた。父のジョンはインドの貿易商人であり、その関係でジェームズの兄弟は多くがカルカッタで働いた。ジェームズも20歳でカルカッタ造幣局の貨幣検査官としての仕事を得て、1819年に赴任し、東洋学者としても有名なウィルソンの下で働いた。翌年ベナレス造幣局に移ったが、1830年にベナレス造幣局が廃止されるとカルカッタ造幣局に戻った。貨幣検査官としては1835年の統一ルピーの制定にかかわった。
プリンセプは貨幣検査官になる前は建築家になるための勉強をしており、ベナレスで造幣局や教会などの建築を行った。カルカッタで土木事業を行っていた弟のトーマスが1830年に落馬によって急死すると、その仕事も引きついで運河の開鑿にもかかわった。またインドの風景画を数多く描いている。
プリンセプはさらにベンガル・アジア協会の書記となり、その機関誌である「ベンガル・アジア協会報」では1832年の創刊号から編集にあたっただけでなく、自らインドの貨幣や歴史的遺物に関する記事を書いた。
プリンセプは王立協会のフェロー(FRS)であった。
過労で健康を損ない、1838年11月に仕事をやめてイギリスに帰国したが、1840年に脳梗塞で没した。プリンセプの書いたインドの貨幣などに関する論文は没後の1858年に『Essays on Indian Antiquities』という書物にまとめられた。
死の前年、インド出身のジョン・フォーブス・ロイルは、プリンセプを称えてバラ科の樹木にヘンカクボク属（Prinsepia）と命名した。

## ブラーフミー文字とカローシュティー文字の解読
プリンセプは表にギリシア文字、裏にカローシュティー文字（当初プリンセプはバクトロ・ペフレヴィー文字、のちにバクトリア・アルファベットと呼んだ）で書かれた古い貨幣の刻文を手掛りに、カローシュティー文字の解読を行い、1835年に解読結果を公表した。はじめは誤りが多かったが、1838年には大きく改良された版を公表している。なお、カローシュティー文字で書かれたアショーカ王碑文はプリンセプの生前には知られていなかった。
ブラーフミー文字については、1837年にサーンチーのストゥーパの刻文を検討し、最後にしばしばあらわれる語を「寄進(dānam)」と考え、そのひとつ前にしばしばあらわれる字を属格の「sa」であると考えた。残りはインドの他の古文字との類似によってただちに解読できたという。解読結果を貨幣の刻文やアショーカ王碑文に応用して、問題なく読めることを確認した。また1838年にはギルナールと現オリッサ州のドウリのアショーカ王磨崖碑文を比較して、両者の内容は同じだが言語が異なること、ギリシア人の王アンティオコスやエジプトのプトレマイオスの名が見えることを明らかにした（ただしアショーカ王の時代を実際より新しいものと考えており、これらをアンティオコス3世とプトレマイオス3世のことと考えた）。